# Gelu, Satu Mare
Gelu este un sat în comuna Terebești din județul Satu Mare, Transilvania, România.

## Scurtă istorie
Satul
Gelu, fostul Odașa, este un sat de moți la câmpie, a
cărui istorie gravitează în cea mai mare parte în jurul Bisericii. Este situat în județul Satu Mare, la 25 km distanță de Satu Mare. Din anul 1935, prin strădania părintelui Ioan Ursu, istoria acestor meleaguri este povestită în Cartea de Aur, aparținând Bisericii Ortodoxe din Gelu cu hramul Sfinții Apostoli Petru și Pavel, care conține numeroase informații despre trecutul acestui
sat. Inițiativa aparține părintelui Ioan Ursu, care a scris despre istoria gelenilor.
Dar, mulți s-ar întreba, de
unde le vine numele acestor moți. În toamna anului 1925, sătenii din Odașa,
căci așa se numea satul la origini, invită să slujească și să rămână aici ca paroh
pe părintele Onisim Rus, din Dingăul Mare, județul Cluj. În urma insistențelor
locuitorilor, se stabilește în acest sat. În perioada în care a locuit în sat,
preotul a discutat cu cele aproximativ 110 familii, arătând că ei sunt urmașii
lui Gelu, voievod ce a domnit în zona din care își au originea ei, și ca urmare
al acestui voievodat, a propus să numească satul Gelu. Și așa a fost, locuitorii
și autoritățile acceptând ideea, dând numele satului de Gelu. Toate acestea, în
pofida faptului că multă vreme de atunci încolo unii geleni vor numi satul în
continuare, Odașa.
Părintele Ioan Ursu redă în primele pagini
ale cronicii Cărții de Aur, începuturile locurilor. Astfel, el scrie la 29
octombrie 1938 următoarele: “Cu ajutorul bunului Dumnezeu, în al treisprezecelea an de la întemeierea
acestei colonii și parohii, am fericitul prilej al împlinirii dorinței mele de
a scrie această cronică a parohiei-colonie Gelu. De la așezarea mea aici, pe la sfârșitul anului 1935, m-am gândit
imediat la întemeierea unui istoric al parohiei[..]. Datele și informațiunile până
la venirea mea în parohie le-am cules din gura locuitorilor așezați în parohie,
iar de la instalarea mea ca preot aci, le redau exact după cum s-au petrecut”
La primul Război Mondial, în 1917, regele
Ferdinand I a făcut promisiunea soldaților ce luptau pe front, că le va da
pământ. Astfel, locuitorii din zona Clujului au primit pământ în aceste părți
din moșia ce a aparținut grofului Karolyi Ludovic. Pământul avea rost de fermă fiind numit Vadaszpuszta. La început, satul a
fost organizat pe actuala vatră, care cu timpul s-a extins. Chiar și numele
străzilor amintesc de localitățile de unde au venit: strada Lăpuștești, str. Someșeni,
str. Bedecenilor, str. Dângăoanilor, str. Băienilor.
În Cartea de
Aur, părintele Ioan Ursu povestește în continuare:
Ca urmare a tot ce a
fost înainte, gelenii aveau ca rost să împlinească o profeție nescrisă : ”un brâu de colonii care să fie un zid viu de strajă și apărare a gliei
scumpe strămoșești” după cum spune părintele Ioan Ursu. Deci, satul a avut rol de protecție, de românizare.
Noii proprietari
aveau să fie din zone diferite, dar într-un trup și-un suflet de același fel,
zone din Munții Apuseni și Maramureș. Și toți s-au înțeles și au lucrat cot la
cot, rezultat al strădaniei lor fiind satul de acum.
Coborârea din munți, după spusele
bătrânilor în 1924 iar în acte în 1925, a fost ceva imens de greu pentru moți.
Să părăsească munții cu codrii săi pentru câmpie, ceva enorm de greu.
Astfel, în prezent, satul reprezinta o "citadela" a moților, a românilor.